# Island Records
Island Records je diskografska kuća koju je utemeljio Chris Blackwell na Jamajci. Sjedište joj se dugo godina nalazilo u Ujedinjenom Kraljevstvu. Danas joj je vlasnik Universal Music Group.
Ova kuća danas djeluje kao dio skupine The Island Def Jam Music u SAD-u, gdje je danas velikim dijelom usmjerena prema rock-glazbi i kao samostalna etiketa u Uj. Kraljevstvu gdje je poznata i kao Island Records Group i Universal Island). Od 2007. godine postoji i mjesna artists and repertoire etiketa u Australiji pod imenom Island Records Australia koju vodi Universal Music Australia.

## Podetikete
Popis je nepotpun, a neke godine nisu sasvim pouzdane.
- Al's Records (1996. – 1997.)[nedostaje izvor]
- Aladdin Records (UK) (sr. 1960-ih)[nedostaje izvor]
- Antilles Records (1972. – 1998.)
- Apparent Records (2007.–danas)[nedostaje izvor]
- Apollo Recordings (2006. – 2007.)
- Black Swan Records (UK) (1963. – 1965. i sr. 1970-ih)
- Blue Mountain (samo UK imprint, 1970-ih)
- Blue (1999. – 2001.)
- Blunted (1993. – 1996.)
- Defacto Records (2010.–danas)[nedostaje izvor]
- Europa Recordings (2006. – 2007.)
- Fallout Records (ogranak u Uj. Kraljevstvu)
- 4th & Broadway (1983. – 1998.)
- Fruition (1996. – 1998.)
- Gee Street Records (1990. – 1997.)
- Great Jones (1988–1994)[nedostaje izvor]
- Hannibal (1981.-nepoznat nadnevak gašenja, distribuiran pod Antilles)
- Island Black Music (1995. – 1998.)
- Island Jamaica (1993. – 1997.)[nedostaje izvor]
- Island Jamaica Jazz (1996.)[nedostaje izvor]
- Island Masters (1980-e–1990-tih; reizdanja)
- Island Records Australia (2007.–danas)
- Island Reggae Greats (1985., kompilacije; reizdanja u nekoliko oblika)
- Island Trading Company (distributer u SAD-u pod etiketom PolyGram; 1983. – 1989.)[nedostaje izvor]
- Island Urban Music (2007.)
- Island Visual Arts (1985.)[nedostaje izvor]
- Jump Records
- Manga Entertainment (1991. – 1997., preselio u Palm Pictures Chrisa Blackwella, potom prodano Starz Mediji)
- Mango Records (1972. – 1997., imprint samo za SAD do 1993.)
- Mango Street (1989. – 1992.)
- MonarC Entertainment (2002., utemeljila ga Mariah Carey)
- Sense ("Sense of Island"; 1990. – 1991.)
- Springtime! (1981. – 1985.)
- Stiff Records (1984. – 1986.)
- Stolen Transmission (-2007., još djeluje, nije više dijelom Island Records)[2]
- Sue Records (ogranak za Uj. Kraljevstvo)
- Surprise Records (sr. 1970-ih)
- Trade 2 (1996–1997)[nedostaje izvor]
- Teen Island (2008.-)
- Trojan Records (1967. – 1968.)
- Tuff Gong (1990.–danas, utemeljio ga je Bob Marley)
- Witchseason Productions (Joe Boyd)

## Vanjske poveznice
- An Illustrated Pocket Guide To Island Records 1962 - 1977 An Illustrated Pocket Guide To Island Records 1962 - 1977 - New Book, December 2010 ISBN 978-5-9902473-1-4
- Američki ogranak
- Engleski ogranak
- Australski ogranak
- Discogs Island Records (UK)]
- Island Records (SAD)
- Island Records 50th Anniversary website (U.K.) Službene stranice za 50. obljetnicu izložbe u Londonu
- Review of Island Records' 50th Birthday Party at the Camden Crawl 25/04/09 on the Daily Music Guide
- Video Interview with Chris Blackwell – Founder of Island Records
- Island Book 1962–1977 Island Records collectors guide ISBN 5-98006-016-2
- Island Records (UK) and Island Records (US) sections of black-music-collectors.com
- Audiotube  Arhivirana inačica izvorne stranice od 23. veljače 2021. (Wayback Machine)